# Хорватский католический университет
Хорватский католический университет (хорв. Hrvatsko katoličko sveučilište; лат. Universitas Studiorum Catholica Croatica; HKS) — частный папский университет католической церкви в хорватской столице Загреб. Университет был основан 3 июня 2006 года. Канцлером университета является кардинал Йосип Бозанич, ректором — профессор Желько Танич. По данным на 2016 год, университете обучается около 900 студентов. Имеются отделения психологии, истории, социологии, медсестёр, коммуникации и теологии.

## История
12 октября 2004 года на 29 пленарном заседании Конференции католических епископов Хорватии в Задаре было принято решение о создании Хорватского католического университета. Конференция католических епископов выступила в роли спонсора строительства университета, основателем университета стала архиепархия Загреба.
6 января 2005 года архиепископ Йосип Бозанич назначил комиссию по учреждению Хорватского католического университета. 3 июня 2006 года Бозанич своим декретом официально основал университет.
3 июля 2008 года Министерство науки, образования и спорта Хорватии выдало лицензию сроком на 5 лет для учреждения в университете образовательных программ по психологии, социологии и истории. Первый учебный год начался в сезоне 2010/2011, когда в первые 40 студентов были зачислены на историческое отделение университета.
Во время своего визита в Хорватию папа Римский Бенедикт XVI 4 июня 2011 года назвал создание университета «знаком надежды».
В 2012/2013 учебном году были открыты отделения психологии и социологии. Первые бакалаврские степени студенты-историки получили в 2014 году, а психологи и социологи — в 2015 году. В 2016 году студенты получили первые магистерские степени. В июле 2014 года университет получил аккредитацию для научной деятельности в области социальных и гуманитарных наук.